# Home Made Asia
A Home Made Asia egy Magyarországon működő feldolgozás- és tribute csapat, mely az ázsiai zene és popkultúra hazai terjesztését tűzte ki célul.
Az ázsiai zene népszerűsítésének egy nehézsége, hogy a nyugati hallgatóság nehezen értelmezi az ázsiai nyelveket, avagy furcsállja azok hangzását, ezért a csapat bizonyos ázsiai dalok magyar nyelvű feldolgozásával is foglalkozik. Tehát a HMA egyúttal alkotóműhely is, mely feldolgozás- és tribute-bandaként működik, az állandó műsorkészítéssel együtt.
A HMA-hoz több hazai szervezet is csatlakozott média partnerként (Sound of Japan, Mondo stb.), illetve a Koreai Kulturális Központ támogatását is élvezi.

## Története
A Home Made Asia első meghallgatása 2012 szeptemberében volt, ekkor a két alapító tag mellé hat új tag érkezett a csapatba, akik közül négyen ma is aktívan részt vesznek a munkálatokban. Azóta mind egyénileg, mind csapatban indultak már különböző táncos-énekes versenyeken, és az eltelt egy év során rengeteg fellépésük volt. A csapaton belül ez idő alatt voltak átrendeződések, régi tagok léptek ki, és érkeztek újak a helyükre.
A Home Made Asia első közönségtalálkozóját 2013 augusztusában tartotta meg, és a csapat első évfordulója után nem sokkal sor került egy második meghallgatásra is, amelyen a csapat újabb négy taggal bővült.
A HMA nem csak énekesekből és táncosokból áll, háttérmunkáért felelős tagok is jelen vannak a csapatban, akik többek között cikkeket írnak Japánról és Koreáról, vagy felvételeket készítenek a különböző rendezvényeken.
A Mondo magazin  2013. áprilisi számában közölt róluk egy cikket, amelyben a két alapítót kérdezték a Home Made Asia megalakulásáról és jövőbeni terveikről.

## A HMA tagok
| -                   | HMA név | Valódi név          | Csatlakozott        | Pozíció           |  |
| ------------------- | ------- | ------------------- | ------------------- | ----------------- |  |
| -                   | HMA név | Valódi név          | Csatlakozott        | Pozíció           |  |
| Vezető              | DV      | Németh Dávid        | 2012. szeptember    | alapító, ének     |  |
| Tagok               | Burnie  |                     |                     | táncos            |  |
| Tagok               | Rina    |                     |                     | táncos            |  |
| Tagok               | Bae     |                     |                     | táncos            |  |
| Tagok               | Lysa    |                     | 2016. február       | táncos            |  |
| Tagok               | Oli     |                     |                     | táncos            |  |
| Tagok               | Vica    |                     | 2016. február       | táncos            |  |
| Tagok               | Gu      |                     | 2016. február       | táncos            |  |
| Tagok               | Bara    |                     |                     | táncos            |  |
| Tagok               | Tami    |                     |                     | táncos            |  |
| Tagok               | Dana    |                     |                     | táncos            |  |
| Tagok               | Betti   |                     |                     | énekes            |  |
| Tagok               | Chloe   |                     |                     | énekes            |  |
| Tagok               | Mia     |                     |                     | táncos            |  |
| Tagok               | Luna    |                     |                     | táncos            |  |
| Tagok               | Sunny   |                     |                     | táncos            |  |
| Tagok               | Lora    |                     |                     | táncos            |  |
| Staff Team          |         |                     |                     |                   |  |
| Szofi               |         |                     | Main Staff          |                   |  |
| Barbi               |         |                     | Dance, News & Staff |                   |  |
| Dani                |         |                     | Cameraman, editor   |                   |  |
| Loli                |         |                     | Graphic Designer    |                   |  |
| Sanaje              |         |                     | Graphic Designer    |                   |  |
| HeeYong             |         |                     | News & Staff        |                   |  |
| Kabóca              |         |                     | News & Staff        |                   |  |
| Tess                |         |                     | News & Staff        |                   |  |
| Enn                 |         |                     | News & Staff        |                   |  |
| Eomma (Hallyu Hair) |         |                     | Fodrász             |                   |  |
| Edina               |         |                     | Webmester           |                   |  |
| Volt tagok          | Wicky   | Molnár Viktória     | 2012. szeptember    | manager, ének     |  |
| Volt tagok          | Nadi    | Nédó Bernadett      | 2012. szeptember    | tánc              |  |
| Volt tagok          | Breegth | Braun Brigitta      | 2012. szeptember    | tánc              |  |
| Volt tagok          | Phu     | Luu Trieu Phu       | 2012. szeptember    | tánc              |  |
| Volt tagok          | Vivi    | Rapali Vivien       | 2013. november      | tánc              |  |
| Volt tagok          | Auróra  | Nagy Vivien         | 2014. augusztus     | tánc, staff       |  |
| Volt tagok          | Cass    | Molnár-Kubus Fanni  | 2013. július        | koreográfia, tánc |  |
| Volt tagok          | Nathee  | Balogh Natália      | 2013. szeptember    | ének              |  |
| Volt tagok          | Hana    | Gerlits Nikolett    | 2013. május         | tánc              |  |
| Volt tagok          | Tina    | Komondi Martina     | 2013. szeptember    | tánc              |  |
| Volt tagok          | Ella    | Lázár Daniella      | 2014. augusztus     | tánc              |  |
| Volt tagok          | Min     | Glattfelder Melánia | 2013. november      | tánc              |  |
| Volt tagok          | Rara    | Kocsis Petra        | 2013. november      | tánc              |  |

## Fellépések
A csapat rendszeresen fellép hazai rendezvényeken, anime,- és mondoconokon, a Koreai Kulturális Központ által szervezett eseményeken, továbbá igyekszik minél több ázsiai témájú eseményen részt venni.

## Versenyek

### K-pop Cover Festival in Vienna 2013[2]
A csapat nem csak magyarországi versenyeken vesz részt, többek között Bécsben is megméretteték már magukat a K-Pop Cover Festival in Vienna 2013 versenyben.

### K-pop Festival in Gangwon 2013[3]
A K-Pop Festival in Gangwon 2013 szervezői májusban tettek közzé egy felhívást a honlapon, amelyben olyan külföldi táncosok, tánccsapatok jelentkezését várják, akik K-POP előadók, együttesek koreográfiáját dolgozzák fel. Erre a felhívásra többek között tizennyolc magyar csapat vagy egyéni előadó küldte be feldolgozás-videóját.
Világszerte összesen tizenegy középdöntőt rendeztek, amelyből három európai megrendezésű volt. A három közül pedig a másodikat Magyarországon, Budapesten tartották július 19-én. A HMA itt a második helyet szerezte meg, az első helyezett egy román származású versenyző lett. Mivel a verseny szervezői a középdöntőkből továbbjutó versenyzők számára hat repülőjegyet biztosított, ezért a megmaradt öt jegyet a második helyezett csapat megkaphatta a koreai szervezők beleegyezésével.
Gangwonba, a végső döntőbe végül tizennégy ország tizenöt csapata juthatott ki, hogy ott összemérje a tudását a többiekkel. A Home Made Asia tagjai 2013. szeptember 25-én érkeztek meg Dél-Koreába, ahol szeptember 28-án, a verseny napján az élő előadásuk alapján 94 pontot értek el a maximális 100-ból. Ezzel az eredménnyel a hatodik helyezést sikerült elérniük.
A verseny híre egy magyar kereskedelmi csatornához is eljutott, a TV2, Aktív című műsorában egy rövid interjút készített a csapattal az indulásuk előtt.
A K-Pop Festival in Gangwon 2013 verseny adását az MTV Korea közreműködésével 14 országban közvetítették.

### K-pop World Festival Budapest 2016
2016-os K-pop World Festival budapesti döntőjében a HMA alcsapata, a CYC (Rina, Gu, Bae, Oli, Lysa, Vica) megkapta a Közönségdíjat.

## Díjak
- 2013 - K-pop World Festival in Gangwon (South Korea) - K-pop képviselet
- 2015 - K-pop World Festival Budapest - 1. helyezés
- 2016 - K-pop World Festival Budapest - Közönségdíj (CYC alcsapat)
- 2016 - Idolater Díj - CYC "Az év legígéretesebb cover csapata"
- 2017 - K-pop World Festival Budapest - Közönségdíj (CYC alcsapat)

## HMA Day
Az első hivatalos HMA DAY-t 2017. 01. 28-án tartották, azzal a céllal, hogy a csapat rajongói személyesen is találkozhassanak kedvenceikkel. A rendezvényen mindenki közösen táncolhatott a csapat tagjaival, lerajzolhatta kedvenceit a fanart workshopon, vásárolhatott fancuccokat vagy épp ázsiai nasit.

## HMA adások
A csapat az indulástól fogva rendszeresen közvetíti adásait a Youtube-csatornáján, amelyekben összefoglalókat láthatunk különböző versenyekről, meghallgatásokról, és egyéb fellépésekről.

## HMA Rádió
2013 novemberében elindult a Home Made Asia Rádió, ahol kéthetente vasárnap esténként DV, mint műsorvezető beszélget többek között a csapat tagjaival, és másokkal, akik érdekeltek az ázsiai kultúrában és zenevilágban.

## Külső hivatkozások
- Home Made Asia - Hivatalos facebook oldal
- https://www.youtube.com/user/homemadeasia - Hivatalos YouTube-csatorna